# Бельгийский блонд эль
Бельгийский блонд эль (англ. Belgian Blond Ale) — очень светлый эль.

## История и характеристики
Эта относительно новая разработка бельгийских пивоваров для привлечения внимания потребителей европейского пильзнера в последние десятилетия становится всё более популярной на мировом рынке.
По крепости напоминает дуббель, по характеру бельгийский крепкий золотой эль и трипель, но слаще и менее горький.
Во Фландрии и Нидерландах для обозначения используется термин Blond, в Валлонии и Франции — Blonde.
Блонд эль производится из бельгийского солода, ароматного солода, содержит жидкий сахар или сахарозу, бельгийские штаммы дрожжей, которые производят сложные спирты, фенолы и ароматы, благородные сорта хмеля Styrian Goldings или East Kent Goldings.
Цвет варьируется от светлого до тёмно-золотистого, пиво имеет очень хорошую прозрачность и образуют большую плотную кремообразную пену от белого до кремового цвета. Характеризуется солодовой сладостью, мягким хмелевым привкусом и богатым и пряным ароматом хмеля и сладкого солода.
Содержание алкоголя: 6,0-7,5 %.

## Торговые марки

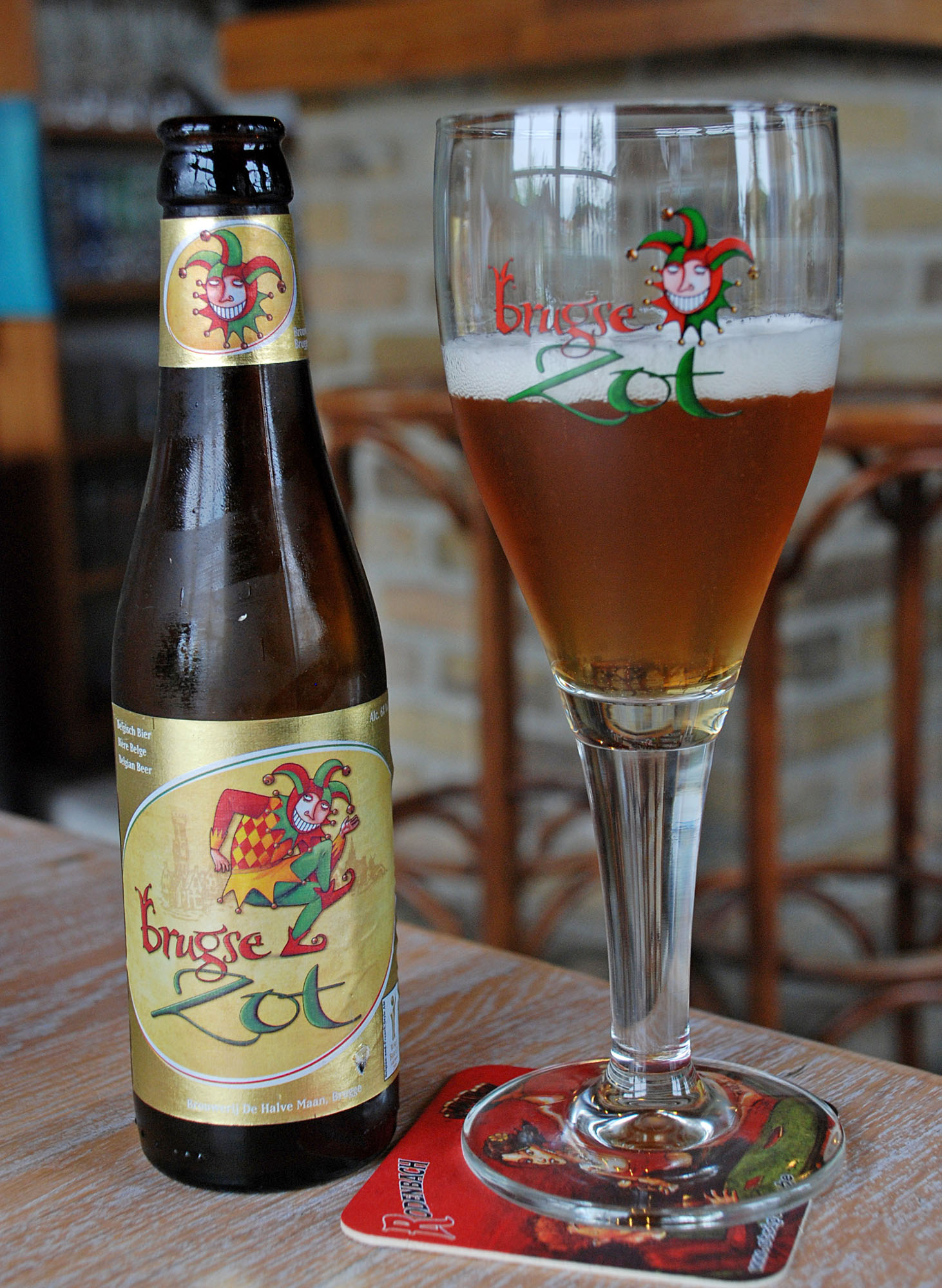
Brugse Zot Blond

Примеры торговых марок: Leffe Blond, Ename Blond, Affligem Blond, La Trappe Blond, Grimbergen Blond, Val-Dieu Blond, Straffe Hendrik Blonde, Fort Lapin, Paten Lieven Blond Abbey Ale.